# Liste der Stolpersteine in Plauen
In der Liste der Stolpersteine in Plauen sind die Stolpersteine aufgeführt, die im Rahmen des gleichnamigen Kunst-Projekts von Gunter Demnig in Plauen verlegt wurden. Mit ihnen soll den Opfern des Nationalsozialismus gedacht werden, die in Plauen lebten und arbeiteten. Der erste Stolperstein wurde am 8. April 2009 für Julius Brandeis verlegt. Zwei weitere Steine folgten am gleichen Tag. In einer zweiten Aktion wurden am 18. Juni 2011 fünfzehn weitere Gedenksteine eingebracht.

## Legende
- Bild: zeigt ein Bild des Stolpersteins
- Adresse: gibt die Straße und Hausnummer an, an der sich der Stolperstein befindet sowie die Lage auf einer Karte
- Person: nennt den Namen der Person, der der Stolperstein gewidmet ist.
- Inschrift: gibt die Inschrift des Stolpersteins wieder. Auf dem Stolperstein sind alle Worte in Versalien geschrieben. Um eine bessere Lesbarkeit zu gewährleisten, wurde darauf in der Tabelle (außer beim Namen) verzichtet.
- Verlegung: gibt den Zeitpunkt der Verlegung des Stolpersteins an
- Informationen: liefert weitere Informationen zur Person, der der Stolperstein gewidmet ist.

## Liste der Stolpersteine
| Bild | Adresse                        | Person               | Inschrift | Verlegung  | Informationen |
| ---- | ------------------------------ | -------------------- | --- | ---------- | --- |
|      | Bahnhofstraße 16 (Lage)        | Wilhelm Selowsky     | Hier wohnte WILHELM SELOWSKY Jg. 1887 verhaftet 1938 Buchenwald Flucht in den Tod 6.12.1938                                            | 18.06.2011 | Wilhelm Selowsky war Inhaber eines Damenmodengeschäfts. Er sollte von den Nazis gezwungen werden sein Gewerbe aufzugeben und auszuwandern. Deshalb wurde er nach der Pogromnacht 1938 nach Buchenwald gebracht. Nach seiner Entlassung beging er am 6. Dezember 1938 Suizid. |
|      | Eugen-Fritsch-Straße 5 (Lage)  | Eugen Fritsch        | Hier arbeitete EUGEN FRITSCH Jg. 1884 Stadtverordneter SPD Verhaftet 1933 KZ Hohnstein gefoltert tot an Folgen 8.9.1933                | 18.06.2011 | Eugen Fritsch war ein bekannter regionaler Vertreter der Arbeiterbewegung und Mitglied in der Textilarbeitergewerkschaft. In Plauen war er Vorsitzender der SPD, Stadtverordneter und Redakteur der „Volkszeitung für das Vogtland“. Nachdem er vor der aufkommenden faschistischen Gefahr warnte, wurde er im April 1933 in Schutzhaft genommen und ins Zuchthaus Zwickau verbracht. In Haft sitzend erreichte ihn seine Berufung in den Sächsischen Landtag, dem er formal ab Mitte Juni angehörte. Auf Veranlassung des NSDAP-Gauleiters Martin Mutschmann wurde er jedoch nicht entlassen, sondern ins KZ Hohnstein überstellt. Dort wurde er am 8. September 1933 zu Tode geprügelt. |
|      | Gustav-Adolf-Straße 37 (Lage)  | Eva Herzfeld         | Hier wohnte EVA HERZFELD Jg. 1922 deportiert 1943 ermordet 1943 in Auschwitz                                                           | 18.06.2011 | Eva Herzfeld war die Tochter der Lederwarenhändler Martin und Irma Herzfeld. Sie wurde 1943 von Berlin aus ins KZ Auschwitz deportiert und dort ermordet. |
|      | Gustav-Adolf-Straße 37 (Lage)  | Irma Herzfeld        | Hier wohnte IRMA HERZFELD geb. Berwin Jg. 1894 deportiert 1942 ermordet 1944 in Auschwitz                                              | 18.06.2011 | Irma und Martin Herzfeld waren Inhaber eines Lederwarengeschäfts. Dieses mussten sie nach Inkrafttreten der Nürnberger Gesetze aufgeben. Sie wurden im Judenhaus in der Karlstraße 10 mit anderen Plauener Juden zusammengepfercht. Am 8. September 1942 wurden sie mit einem Sammeltransport nach Theresienstadt gebracht. Am 19. Oktober 1944 wurde Irma Herzfeld schließlich nach Auschwitz gebracht und dort ermordet. |
|      | Gustav-Adolf-Straße 37 (Lage)  | Martin Herzfeld      | Hier wohnte MARTIN HERZFELD Jg. 1889 deportiert 1942 Theresienstadt tot 26.5.1943                                                      | 18.06.2011 | Martin und Irma Herzfeld waren Inhaber eines Lederwarengeschäfts. Dieses mussten sie nach Inkrafttreten der Nürnberger Gesetze aufgeben. Sie wurden im Judenhaus in der Karlstraße 10 mit anderen Plauener Juden zusammengepfercht. Am 8. September 1942 wurden sie mit einem Sammeltransport nach Theresienstadt gebracht. Dort starb Martin Herzfeld am 26. Mai 1943. |
|      | Karlstraße 10 (Lage)           | Gertrud Goldberg     | Hier wohnte GERTRUD GOLDBERG geb. Präger Jg. 1898 deportiert 1942 Belzyce ermordet 30.6.1942                                           | 18.06.2011 | Gertrud Goldberg war gelernte Kindergärtnerin und erledigte bis zur zwangsweisen Auflösung die Büroarbeiten in der jüdischen Gemeinde. Sie musste mit ihren Eltern, David und Julie Präger, im Judenhaus in der Karlstraße 10 wohnen. Ihr Ehemann konnte nach Südfrankreich fliehen. Der Versuch seine Frau nachzuholen scheiterte zum einen am Geld und zum anderen daran, dass Gertrud ihre Eltern nicht verlassen wollte. Die Tochter Marion war mit einem Kindertransport nach England gekommen, wo sie bei Pflegeeltern aufwuchs. 1942 wurde Gertrud Goldberg nach Bełżyce ins dortige Ghetto verbracht. Nachdem das Ghetto am 22. Mai 1942 aufgelöst wurde, wurden die Bewohner in Konzentrationslager deportiert. Dies wird auch mit Gertrud Goldberg geschehen sein. Sie wurde später für tot erklärt, wobei das Todesdatum 30. Juni 1942 angenommen wurde. |
|      | Karlstraße 41 (Lage)           | Hugo Engländer       | Hier wohnte HUGO ENGLÄNDER Jg. 1885 deportiert 1942 Auschwitz ermordet 10.12.1942                                                      | 08.04.2009 | Hugo Engländer wurde 1885 in Hainsfarth geboren und betrieb mit seinem Bruder Jakob eine Firma. Sie wurden nach der Pogromnacht 1938 nach Buchenwald gebracht, wo sie gezwungen wurden ihr Geschäft aufzugeben. Nachdem sie sich jedoch geweigert hatten auch ihre Heimat zu verlassen, wurden sie 1942 nach Auschwitz deportiert, wo sie schließlich starben. |
|      | Neundorfer Straße 16 (Lage)    | Marie Goldberg       | Hier wohnte MARIE GOLDBERG Jg. 1920 Flucht 1938 Frankreich interniert Drancy deportiert 1942 Auschwitz ermordet 7.9.1942               | 18.06.2011 | Marie Goldberg war die Tochter des Geschäftsführers Seimel Goldberg. Sie konnte zusammen mit ihrer Familie noch vor der Pogromnacht 1938 nach Frankreich fliehen. Während der deutschen Besetzung wurde sie von der Gestapo aufgegriffen, ins KZ Auschwitz deportiert und dort am 7. September 1942 ermordet. |
|      | Neundorfer Straße 16 (Lage)    | Perla Goldberg       | Hier wohnte PERLA GOLDBERG geb. Bursztyn Jg. 1897 Flucht 1938 Frankreich interniert Drancy deportiert 1942 Auschwitz ermordet 4.9.1942 | 18.06.2011 | Perla Goldberg war die Ehefrau des Geschäftsführers Seimel Goldberg. Sie konnte zusammen mit ihrer Familie noch vor der Pogromnacht 1938 nach Frankreich fliehen. Während der deutschen Besetzung wurde sie von der Gestapo aufgegriffen, ins KZ Auschwitz deportiert und dort am 4. September 1942 ermordet. |
|      | Neundorfer Straße 16 (Lage)    | Ruth Goldberg        | Hier wohnte RUTH GOLDBERG Jg. 1924 Flucht 1938 Frankreich interniert Drancy deportiert 1942 Auschwitz ermordet 7.9.1942                | 18.06.2011 | Ruth Goldberg war die Tochter des Geschäftsführers Seimel Goldberg. Sie konnte zusammen mit ihrer Familie noch vor der Pogromnacht 1938 nach Frankreich fliehen. Während der deutschen Besetzung wurde sie von der Gestapo aufgegriffen, ins KZ Auschwitz deportiert und dort am 7. September 1942 ermordet. |
|      | Neundorfer Straße 16 (Lage)    | Seimel Goldberg      | Hier wohnte SEIMEL GOLDBERG Jg. 1893 Flucht 1938 Frankreich Schicksal unbekannt                                                        | 18.06.2011 | Seimel Goldberg war Geschäftsführer eines Bekleidungsgeschäfts Ecke Neundorfer / Theaterstraße. Er konnte zusammen mit seiner Familie noch vor der Pogromnacht 1938 nach Frankreich fliehen. Während der deutschen Besetzung wurden seine Ehefrau und seine Töchter von der Gestapo aufgegriffen, ins KZ Auschwitz deportiert und dort am ermordet. Seimel Goldberg selbst gilt als verschollen. |
|      | Oberer Steinweg 1 (Lage)       | Selma Simon          | Hier wohnte SELMA SIMON geb. Mannheim Jg. 1870 deportiert 1942 Theresienstadt befreit tot an Haftfolgen 18.5.1945                      | 08.04.2009 | Selma Simon wurde 1870 in Mannheim geboren. 1942 musste sie sich mit dem Rest ihres Vermögens ein „gesichertes Alter“ in der Judenstadt Theresienstadt erkaufen. Dort lebte sie unter entwürdigenden Bedingungen. Kurz nach der Befreiung durch die Rote Armee starb sie am 18. Mai 1945 an den Folgen ihrer Haft. |
|      | Paul-Schneider-Straße 8 (Lage) | Rudolf Hallmeyer     | Hier wohnte RUDOLF HALLMEYER Jg. 1908 verhaftet Mitglied der KPD verurteilt 1943 hingerichtet 7.9.1943 Berlin-Plötzensee               | 18.06.2011 | Rudolf Hallmeyer wurde 1908 in Plauen geboren. Er schloss sich dem Kommunistischen Jugendverband an und wurde 1932 Abgeordneter der KPD im Plauener Stadtrat. Nach dem Reichstagsbrand 1933, musste er im Untergrund leben und kämpfte in verschiedenen Ländern gegen den Nationalsozialismus. Am 24. August 1940 wurde er in Berlin verhaftet. Nach einem Prozess am Volksgerichtshof, wurde er zum Tode verurteilt und am 7. September 1943 im Strafgefängnis Berlin-Plötzensee hingerichtet. |
|      | Scholtzestraße 13 (Lage)       | Julius Brandeis      | Hier wohnte JULIUS BRANDEIS Jg. 1888 von Gestapo erschossen 20.3.1933 bei Saalburg                                                     | 08.04.2009 | Der 1888 geborene Julius Brandeis betrieb ein Geschäft in Plauen. Er war der erste Einwohner Plauens, der durch die Gestapo verschleppt wurde. Nach Misshandlungen durch die Plauener SS wurde er am 20. März 1933 bei Saalburg erschossen. Im April 2009 wurde für ihn der erste Stolperstein in Plauen verlegt. |
|      | Theumaer Straße 8 (Lage)       | Walter Hedler        | Hier wohnte WALTER HEDLER Jg. 1912 verhaftet 1934 Polizeigefängnis Dresden auf der Flucht erschossen 5.5.1935                          | 18.06.2011 | Am 24. März 1912 geboren, trat Walter Hedler 1933 in die verbotene KPD ein. 1934 gehörte er zur illegalen Regionalleitung der Partei. Er schmuggelte antifaschistische Literatur ein und betreute den Druck der Bezirkszeitung in Stöckigt. Am 4. Mai 1935 nahm er an einem geheimen Treffen in Dresden teil, das von einem Gestapo-Spitzel verraten wurde. Walter Hedler wurde auf der Flucht erschossen. |
|      | Weststraße 49 (Lage)           | Helene Wolfsberg     | Hier wohnte HELENE WOLFSBERG geb. Hipler Jg. 1911 deportiert 1942 ermordet in Belzyce                                                  | 18.06.2011 | Helene Wolfsberg war die Frau des Gardinenfabrikanten Karl Wolfsberg. Sie wurde, zusammen mit ihrem Sohn ins nach Bełżyce ins dortige Ghetto verbracht. Nachdem das Ghetto aufgelöst wurde, wurden die Bewohner in Konzentrationslager deportiert und ermordet. Dies wird auch mit Helene Wolfsberg geschehen sein. |
|      | Weststraße 49 (Lage)           | Karl Wolfsberg       | Hier wohnte KARL WOLFSBERG Jg. 1896 verhaftet 1942 ermordet in Sachsenhausen                                                           | 18.06.2011 | Karl Wolfsberg, der Sohn von Sally und Lucie Wolfsberg, war ein jüdischer Gardinenfabrikant, der nach der Machtergreifung Hitlers, wie alle jüdischen Geschäftsleute, unter Repressionen zu leiden hatte. Als Vorsitzender der jüdischen Gemeinde musste er 1938 gezwungenermaßen dem Verkauf des Grundstücks mit der, in der Pogromnacht zerstörten Synagoge zustimmen. Am 3. Februar 1942 wurde er ins KZ Sachsenhausen deportiert. Er starb dort am 2. Oktober 1942. |
|      | Weststraße 49 (Lage)           | Peter Joel Wolfsberg | Hier wohnte PETER JOEL WOLFSBERG Jg. 1938 deportiert 1942 ermordet in Belzyce                                                          | 18.06.2011 | Peter Joel Wolfsberg war der Sohn des Gardinenfabrikanten Karl Wolfsberg. Er wurde als Kleinkind, zusammen mit seiner Mutter ins nach Bełżyce ins dortige Ghetto verbracht. Nachdem das Ghetto aufgelöst wurde, wurden die Bewohner in Konzentrationslager deportiert und ermordet. Dies wird auch mit Peter Joel Wolfsberg geschehen sein. |